# Gynoplistia (Gynoplistia) schachovskoyana
Gynoplistia (Gynoplistia) schachovskoyana is een tweevleugelige uit de familie steltmuggen (Limoniidae). De soort komt voor in het Neotropisch gebied.